# Sallabach
Der Sallabach ist ein rund 14 Kilometer langer Bach im Gebiet der Marktgemeinde Maria Lankowitz und der Stadtgemeinde Köflach im Bezirk Voitsberg in der Weststeiermark. Er entspringt am südlichen Hang des Ofnerkogels, durchfließt den östlichen Teil der Bergzuges der Stubalpe, sein Unterlauf markiert auch die Grenze zwischen den beiden geologischen Einheiten der Stub- und der Gleinalpe, ehe er von rechts kommend bei Krenhof in den Gradnerbach mündet.

## Verlauf
Der Sallabach entspringt am Südhang des Ofnerkogels, einem Gipfel im Höhenzug der Stubalpe, unterhalb der Gaberl Straße auf etwa 1405 m ü. A. Er fließt anfangs südwärts und biegt direkt westlich der als Grabenkehre bekannten Kurve der Gaberl Straße nach Südosten ab. Direkt nach der Kursänderung unterquert der Sallabach die Gaberl Straße zweimal. Nach den beiden Querungen bleibt der Sallabach für gut 1,2 Kilometer auf seinem Südostkurs, ehe er in dem Graben östlich der Mittermoaralm und nördlich des Farbenwaldes nach Osten schwenkt.
Auf diesem Ostkurs bleibt der Sallabach für etwa 2,5 Kilometer, ehe er südwestlich des Dorfes Salla einen Nordostkurs einnimmt. So fließt er durch Salla und schwenkt östlich des Jodlbauer genannten Bauernhofs noch einmal nach Osten. So nimmt er den von links kommenden Katzbach auf, seinen größten Zufluss. Kurz nach der Mündung des Katzbaches nimmt der Sallabach auch den von links kommenden Madlbach auf und biegt direkt danach auf einen Südostkurs ein. Auf diesem Abschnitt fließt der Sallabach an der Streusiedlung Sallagraben vorbei, ehe er etwa 2,2 Kilometer vor seiner Mündung ein letztes Mal den Kurs nach Ostnordost ändert. So fließt er an der Rotte Krengraben vorbei und erreicht schließlich Krenhof, wo er in den Gradnerbach mündet.
Der Mittellauf des Sallabachs zwischen den Mündungen des Katzbachs und des Östlichen Schelterbachs markiert die Gemeindegrenze zwischen Maria Lankowitz im Westen und Köflach im Osten. Der Abschnitt zwischen dem Katzbach und der Mündung das Sallabachs in den Gradnerbach stellt auch den Grenzverlauf zwischen den beiden geologischen Einheiten der Stubalpe im Westen und Süden und der Gleinalpe im Osten und Norden dar.
Der Sallabach durchfließt auf seiner gesamten Länge einen Graben und die Gaberl Straße verläuft fast 12 Kilometer entlang des Baches.

## Geschichte
Das Einzugsgebiet des Sallabaches ist seit Jahrhunderten besiedelt. Das Dorf Salla, die größte Ansiedlung am Bach, entstand vermutlich spätestens im 12. Jahrhundert und wurde 1213 erstmals urkundlich erwähnt.
Für das Jahr 1498 ist auch das erste dokumentierte Hochwasser des Sallabaches bekannt; er trat damals beim Krengraben über die Ufer und zerstörte die sogenannte Tockelwiese. Am Sallabach entwickelte sich mit der Zeit ein Zentrum für kleine Eisenhammer und eisenverarbeitende Kleinstbetriebe. Aber auch Mühlen und Sägemühlen wurden vom Wasser des Baches angetrieben. Im Jahr 1577 wird im Krengraben erstmals eine Hammerwiese und eine Sagwiese genannt. Für 1586 ist ein Sagmeister zur Klingensag zu Salla überliefert. Bei Krenhof entstand in der Mitte des 15. Jahrhunderts eine Zeugschmiede, aus der ein späterer Sensenhammer hervorging. Antonio Morassutti errichtete 1871 am Zusammenfluss von Salla- und Katzbach eine Sägemühle im italienischen Stil mit angebauter Hausmühle. In Krenhof betrieb Eduard Reimoser 1896 ein weiteres Sägewerk.
Am 23. Mai 1910 kam es zu einem erneuten Hochwasser, bei dem der Sallabach und der Tiefenbach große Teile des Gemeindegebietes von Salla verwüsteten. Die damals hinzugezogenen Fachleute gaben vor allem den im 18. und 19. Jahrhundert durchgeführten umfangreichen Schlägerungen in den umliegenden Wäldern zur Holzkohlengewinnung für die Eisenindustrie die Schuld, da nicht oder nicht ausreichend genug wieder aufgeforstet worden war.

## Kraftwerke
Das Wasser des Sallabachs wird zur Stromerzeugung genutzt. Die Stadtwerke Köflach betreiben das Kraftwerk Sallabach, dessen Ausleitung südlich der Katzbachbrücke liegt. Eine Besonderheit ist, dass sich in der Ausleitung mit dem Kraftwerk Neukam ein privates Kleinwasserkraftwerk zum Betrieb eines Sägewerkes befindet. Das Wasser wird von der Ausleitung über eine 4,3 Kilometer lange Triebwasserleitung über ein Gefälle von 176 Meter talauswärts zum Krafthaus bei Graden transportiert. Die Leitung ist für einen Durchfluss von 1,4 Kubikmeter pro Sekunde ausgelegt. Im Krafthaus befindet sich eine sechsdüsige Pelton-Turbine mit einer Leistung von 1980 kW, die zur Stromerzeugung einen Synchrongenerator mit einer Leistung von 2400 kW antreibt. Das Regelarbeitsvermögen der Anlage liegt bei 7,7 GWh (Gigawattstunden).

## Nebenflüsse
| Zuläufe und Bauwerke \| Sallabach \| Sallabach \| Sallabach \| Sallabach \| Sallabach \| \| ----------- \| ------------------------- \| --------- \| ---------------------- \| --------- \| \| Legende \| \| \| \| \| \| \| Maria Lankowitz \| \| Maria Lankowitz \| \| \| \| \| \| \| \| \| \| Zwölmoarbach \| \| \| \| \| \| Färberbach \| \| \| \| \| \| Brandkogelbach \| \| \| \| \| \| \| \| Lederwinkelbach \| \| \| \| Westlicher Kannesbergbach \| \| \| \| \| \| \| \| Wiednerbach \| \| \| \| Östlicher Kannesbergbach \| \| \| \| \| \| \| \| Ofnerbach \| \| \| \| Tauberbach \| \| \| \| \| \| \| \| Kohlbach \| \| \| \| \| \| Südlicher Kreuzeckbach \| \| \| \| Joglbauerbach \| \| \| \| \| \| \| \| Katzbach \| \| \| \| Maria Lankowitz \| \| Köflach \| \| \| \| \| \| Madlbach \| \| \| \| Kraftwerk Neukam \| \| \| \| \| \| Kraftwerk Sallabach \| \| \| \| \| \| Tiefenbach \| \| \| \| \| \| \| \| Moserbacherl \| \| \| \| \| \| Krieglbach \| \| \| \| Braunetschlbach \| \| \| \| \| \| Hofamesserbach \| \| \| \| \| \| Westlicher Schelterbach \| \| \| \| \| \| Köflach \| \| Köflach \| \| \| \| Östlicher Schelterbach \| \| \| \| \| \| Hubenbauerbach \| \| \| \| \| \| \| \| Wolfbauerbach \| \| \| \| \| \| Lenzbach \| \| \| Gradnerbach \| \| \| \| \| |                           |  |                        |  |
| Sallabach |                           |  |                        |  |
| Legende |                           |  |                        |  |
| | Maria Lankowitz           |  | Maria Lankowitz        |  |
| |                           |  |                        |  |
| | Zwölmoarbach              |  |                        |  |
| | Färberbach                |  |                        |  |
| | Brandkogelbach            |  |                        |  |
| |                           |  | Lederwinkelbach        |  |
| | Westlicher Kannesbergbach |  |                        |  |
| |                           |  | Wiednerbach            |  |
| | Östlicher Kannesbergbach  |  |                        |  |
| |                           |  | Ofnerbach              |  |
| | Tauberbach                |  |                        |  |
| |                           |  | Kohlbach               |  |
| |                           |  | Südlicher Kreuzeckbach |  |
| | Joglbauerbach             |  |                        |  |
| |                           |  | Katzbach               |  |
| | Maria Lankowitz           |  | Köflach                |  |
| |                           |  | Madlbach               |  |
| | Kraftwerk Neukam          |  |                        |  |
| | Kraftwerk Sallabach       |  |                        |  |
| | Tiefenbach                |  |                        |  |
| |                           |  | Moserbacherl           |  |
| |                           |  | Krieglbach             |  |
| | Braunetschlbach           |  |                        |  |
| | Hofamesserbach            |  |                        |  |
| | Westlicher Schelterbach   |  |                        |  |
| | Köflach                   |  | Köflach                |  |
| | Östlicher Schelterbach    |  |                        |  |
| | Hubenbauerbach            |  |                        |  |
| |                           |  | Wolfbauerbach          |  |
| |                           |  | Lenzbach               |  |
| Gradnerbach |                           |  |                        |  |